# Quinto Articuleio Petino (cônsul em 123)
Quinto Articuleio Petino (em latim: Quintus Articuleius Paetinus) foi um senador romano eleito cônsul em 123 com Lúcio Venuleio Aproniano Otávio Prisco. Provavelmente era filho de Quinto Articuleio Peto, cônsul em 101.